# Olympus Guardian
Olympus Guardian (tiếng Hàn: 올림포스 가디언) là loạt phim hoạt hình Hàn Quốc dựa trên truyện tranh "Thần thoại Hy Lạp và La Mã" (tổng cộng 20 tập) do Gana Publishing Co., một công ty xuất bản chuyên về truyện tranh xuất bản. Từ ngày 11 tháng 12 năm 2002 đến ngày 30 tháng 7 năm 2003, nó đã được SBS, SBS Productions, SBSi, Gana Entertainment và Dongwoo Animation dựng thành phim hoạt hình và được phát sóng trên SBS. Phim kể về câu chuyện của Ji-woo và Ji-yeon nghe thần thoại Hy Lạp và La Mã từ cha của họ, người làm nghề họa sĩ.
Năm 2005, phiên bản điện ảnh của bộ phim hoạt hình "Olympus Guardians: Cuộc phản công của Gigantes" đã được trình chiếu. RH Korea đã phát hành bộ sưu tập đầy đủ của Olympus Guardian (tổng cộng 70 tập) dựa trên phim hoạt hình thông qua Random Kids, một thương hiệu chuyên về trẻ em.

## Nhân vật và diễn viên lồng tiếng
- Mười hai vị thần trên đỉnh Olympus
  - Zeus (Diễn viên lồng tiếng: Hong Si-ho (tập 1-14, 16-39), Jang Gwang (tập 15))
  - Hera (Diễn viên lồng tiếng: Kang Hee-sun)
  - Poseidon (Diễn viên lồng tiếng: Ahn Jong-duk (tập 1, 2), Kim Kwan-jin (tập 3-6, 10, 32-39) và Shin Sung-ho (tập 7, 13-25))
  - Hades (Diễn viên lồng tiếng: Kim Seung-tae (tập 1), Hong Seung-sup (tập 2-5), Gu Ja-hyung (tập 22) và Kim Woo-jeong (tập 35))
  - Apollo (Diễn viên lồng tiếng: Uhm Tae-kuk (tập 2), Son Won-il (tập 3-7, 10-14, 17-39), Kim Seung-joon (tập 8) và Yoon Bok-sung (tập 15))
  - Artemis (Diễn viên lồng tiếng: Kim Hye-mi (tập 2) và Woo Jung-shin (tập 26-39))
  - Athena (Diễn viên lồng tiếng: Cha Myung-hwa (tập 2-7, 11-17, 39), Woo Jung-shin (tập 10) và Lee Mi-ja (tập 32-35))
  - Hermes (Diễn viên lồng tiếng: Kim Young-sun)
  - Aphrodite (Diễn viên lồng tiếng: Choi Duk-hee (tập 4-8, 10), Kim Jeong-ju (tập 9) và Ji Mi-ae (tập 22-39))
  - Hephaestus (Diễn viên lồng tiếng: Kim Kwan-jin)
  - Ares (Diễn viên lồng tiếng: Hong Seung-sup (tập 3, 4), Jung Seung-wook (tập 17), và Ahn Jong-deok (tập 23))
  - Demeter (Diễn viên lồng tiếng: Lee Mi-ja)
- Người kể chuyện
  - Cha của Ji-woo và Ji-yeon (Diễn viên lồng tiếng: Lee Bong-jun)
  - Ji-woo (Diễn viên lồng tiếng: Lee Mi-ja)
  - Ji-yeon (Diễn viên lồng tiếng: Woo Jung-shin)

## Các tập
Ngày trong ngoặc đơn cho biết ngày tập đầu tiên được phát sóng.
- Tập 1: Các vị thần trên đỉnh Olympus (올림포스의 신들, Ngày phát sóng: 11 tháng 12 năm 2002)
- Tập 2: Ngọn lửa của Prometheus (프로메테우스의 불, Ngày phát sóng: 12 tháng 12 năm 2002)
- Tập 3: Chiếc hộp Pandora (판도라의 상자, Ngày phát sóng: 18 tháng 12 năm 2002)
- Tập 4: Tình yêu và linh hồn - Phần I (사랑과 영혼 1부, Ngày phát sóng: 25 tháng 12 năm 2002)
- Tập 5: Tình yêu và linh hồn - Phần II (사랑과 영혼 2부, Ngày phát sóng: 26 tháng 12 năm 2002)
- Tập 6: Ai là nữ thần xinh đẹp nhất? (가장 아름다운 여신은?, Ngày phát sóng: 2 tháng 1 năm 2003)
- Tập 7: Athena và Arachne (아테나와 아라크네, Ngày phát sóng: 8 tháng 1 năm 2003)
- Tập 8: Câu chuyện của Hermes (헤르메스 이야기, Ngày phát sóng: 9 tháng 1 năm 2003)
- Tập 9: Câu chuyện của Atalanta (아탈란테 이야기, Ngày phát sóng: 15 tháng 1 năm 2003)
- Tập 10: Daphne biến thành vòng nguyệt quế (월계수가 된 다프네, Ngày phát sóng: 16 tháng 1 năm 2003)
- Tập 11: Baucis và Philemon (바우키스와 필레몬, Ngày phát sóng: 22 tháng 1 năm 2003)
- Tập 12: Bellerophon và Pegasus (벨레로폰과 페가수스, Ngày phát sóng: 23 tháng 1 năm 2003)
- Tập 13: Cuộc phiêu lưu của Perseus - Phần I (페르세우스의 모험 1부, Ngày phát sóng: 29 tháng 1 năm 2003)
- Tập 14: Cuộc phiêu lưu của Perseus - Phần II (페르세우스의 모험 2부, Ngày phát sóng: 30 tháng 1 năm 2003)
- Tập 15: Đôi cánh của Icarus (이카로스의 날개, Ngày phát sóng: 5 tháng 2 năm 2003)
- Tập 16: Zeus và Io (제우스와 이오, Ngày phát sóng: 6 tháng 2 năm 2003)
- Tập 17: Cadmus và Rồng của Ares (카드모스와 아레스의 용, Ngày phát sóng: 12 tháng 2 năm 2003)
- Tập 18: Tiếng vọng và hoa thủy tiên (에코와 나르키소스, Ngày phát sóng: 19 tháng 2 năm 2003)
- Tập 19: Midas, Bàn tay vàng (황금의 손 미다스, Ngày phát sóng: 26 tháng 2 năm 2003)
- Tập 20: Phrixus và Helle (프릭소스와 헬레, Ngày phát sóng: 5 tháng 3 năm 2003)
- Tập 21: Orpheus và Eurydice (오르페우스와 에우리디케, Ngày phát sóng: 12 tháng 3 năm 2003)
- Tập 22: Tình yêu của Hades (하이데스의 사랑, Ngày phát sóng: 19 tháng 3 năm 2003)
- Tập 23: Sự ra đời của Hercules (영웅 헤라클레스의 탄생, Ngày phát sóng: 26 tháng 3 năm 2003)
- Tập 24: Mười hai phòng thí nghiệm của Hercules (영웅 헤라클레스의 12가지 과업, Ngày phát sóng: 2 tháng 4 năm 2003)
- Tập 25: Sự sống lại của Hercules (영웅 헤라클레스의 부활, Ngày phát sóng ngày 9 tháng 4 năm 2003)
- Tập 26: Tình yêu của Artemis (아르테미스의 사랑, Ngày phát sóng: 23 tháng 4 năm 2003)
- Tập 27: Argonaut - 50 anh hùng (아르고 원정대 50인의 영웅, Ngày phát sóng: 30 tháng 4 năm 2003)
- Tập 28: Argonaut - Đi tìm con cừu vàng (아르고 원정대 황금 양털을 찾아서, Ngày phát sóng: 7 tháng 5 năm 2003)
- Tập 29: Theseus và Minotaurus (테세우스와 미노타우로스, Ngày phát sóng: 14 tháng 5 năm 2003)
- Tập 30: Cỗ xe vàng của Paeton (파에톤의 황금마차, Ngày phát sóng: 21 tháng 5 năm 2003)
- Tập 31: Cuộc phiêu lưu của Odysseus - Phần I (오딧세우스의 모험 1부, Ngày phát sóng: 28 tháng 5 năm 2003)
- Tập 32: Cuộc phiêu lưu của Odysseus - Phần II (오딧세우스의 모험 2부, Ngày phát sóng: 4 tháng 6 năm 2003)
- Tập 33: Cuộc phiêu lưu của Odysseus - Phần III (오딧세우스의 모험 3부, Ngày phát sóng: 11 tháng 6 năm 2003)
- Tập 34: Câu chuyện của Achilles (아킬레우스 이야기, Ngày phát sóng: 18 tháng 6 năm 2003)
- Tập 35: Con ngựa thành Troy (트로이 목마, Ngày phát sóng: 2 tháng 7 năm 2003)
- Tập 36: Eos và Tithonus (에오스와 티토노스, Ngày phát sóng: 9 tháng 7 năm 2003)
- Tập 37: Chuyện chưa kể - Hoa (못다한 이야기 - 꽃, Ngày phát sóng: 16 tháng 7 năm 2003)
- Tập 38: Chuyện chưa kể - Quái vật (못다한 이야기 - 괴수, Ngày phát sóng: 23 tháng 7 năm 2003)
- Tập 39: Chuyện chưa kể - Chòm sao (못다한 이야기 - 별자리, Ngày phát sóng: 30 tháng 7 năm 2003)